# Condado de Śrem
Condado de Śrem (polaco: powiat śremski) é um powiat (condado) da Polónia, na voivodia de Grande Polónia. A sede do condado é a cidade de Śrem. Estende-se por uma área de 574,41 km², com 58 663 habitantes, segundo os censos de 2006, com uma densidade 102 hab/km².

## Divisões admistrativas
O condado possui:
Comunas urbana-rurais: Dolsk, Książ Wielkopolski, Śrem
Comunas rurais: Brodnica
Cidades: Dolsk, Książ Wielkopolski, Śrem

## Demografia
População (dados de 30 de Junho de 2005):
|          | Total   | Total | Mulheres | Mulheres | Homens  | Homens |
| -------- | ------- | ----- | -------- | -------- | ------- | ------ |
|          | pessoas | %     | pessoas  | %        | pessoas | %      |
| Total    | 59 266  | 100   | 29 838   | 51       | 28 718  | 49     |
| Cidades  | 34 475  | 100   | 17 882   | 51,9     | 16 593  | 48,1   |
| Povoados | 24 081  | 100   | 11 956   | 49,6     | 12 125  | 50,4   |